# Canthophorus impressus
Canthophorus impressus, auch Punktierte Erdwanze genannt, ist eine Wanze aus der Familie der Erdwanzen (Cydnidae).

## Merkmale
Die Wanzen werden 6,0 bis 8,0 Millimeter lang. Sie sind dunkel metallisch blau glänzend und haben einen weißen Rand am Pronotum und am Corium der Hemielytren sowie ein abwechselnd weiß und schwarz gefärbtes Connexivum. Von Canthophorus dubius kann man die Art nur durch genitalmorphologische Untersuchungen unterscheiden.

## Verbreitung und Lebensraum
Die Art ist von den Gebirgen Südeuropas über die Pyrenäen, die Alpen und Karpaten östlich bis ins südliche Mittel- und Osteuropa sowie östlich bis nach Sibirien und Zentralasien verbreitet. In Mitteleuropa tritt die Art überwiegend im Alpenraum auf, wo sie auch weit oberhalb der Baumgrenze bis etwa 2500 Meter Seehöhe zu finden ist. In Deutschland findet man sie in den Mittelgebirgslagen und ansonsten nur im Süden auch bis Rheinland-Pfalz, Hessen, Nordbayern und Thüringen. Der bisher nördlichste Fund stammt aus 1999 aus dem südlichen Sachsen-Anhalt. Sie ist stellenweise häufig, ansonsten nur lokal verbreitet und selten. Kürzlich wurde die Art auch in England nachgewiesen, wo man sie vermutlich bisher nicht von Canthophrous dubius unterschieden hat.

## Lebensweise
Die Art lebt wie auch Canthophorus dubius, mit der sie auch vergesellschaftet auftreten kann, auf Leinblatt-Arten (Thesium), vor allem an Alpen-Leinblatt (Thesium alpinum) und Berg-Leinblatt (Thesium bavarum). Die Entwicklung erfolgt ebenso ähnlich wie bei Canthophorus dubius. In England findet man die Wanzen an Niederliegendem Leinblatt (Thesium humifusum), das nur auf kalkigen Böden im Süden Englands (Oxfordshire, Wiltshire, Dorset und Hampshire) wächst. Sie tritt dort in einer Generation auf und die Nymphen können bis Juli beobachtet werden, dies häufig gemeinsam mit den Tieren der Elterngeneration. Die Art ist in England im Rückzug begriffen und verschwand bereits in mehreren Counties.

## Belege